# Vanellus cinereus
La avefría ceniza (Vanellus cinereus)
 es una especie de ave charadriforme de la familia Charadriidae propia de Asia.

## Distribución
Se reproduce en el noreste de China y Japón. La población continental migra durante el invierno al norte del Sudeste Asiático, desde el noreste de la India hasta Camboya. La población japonesa inverna, al menos parcialmente, en el sur de Honshū.
Se ha registrado como vagabundo en Rusia, las Filipinas, Indonesia y Nueva Gales del Sur, Australia.

## Descripción
Mide entre 34 y 37 cm de longitud. Tiene la cabeza y el cuello gris, una banda de gris más oscuro en el pecho y el vientre blanco. El dorso es de color marrón, el obispillo es blanco y la cola es de color negro. Es una especie llamativa en vuelo, con las primarias negras, blanco bajo las alas y la parte superior de las secundarias y las coberteras marrones.
Los adultos de ambos sexos son iguales en apariencia, pero los machos son ligeramente más grandes que las hembras. Las aves jóvenes tienen las áreas blancas del plumaje teñidas de gris, la banda del pecho menos clara y flecos pálidos a la parte superior de las alas y plumas coberteras.

## Comportamiento
Se reproduce de abril a julio en pastizales húmedos, campos de arroz y bordes de marismas. Pasa el invierno en un hábitat similar. Se alimenta en aguas poco profundas de insectos, gusanos y moluscos.